# Sangup
Sangup is een bestuurslaag in het regentschap Boyolali van de provincie Midden-Java, Indonesië. Sangup telt 2359 inwoners (volkstelling 2010).